# موکوی
موکوی (به لاتین: Mokvi) یک منطقهٔ مسکونی در گرجستان است که در ناحیه اوچامچیرا واقع شده‌است. موکوی ۹۳۹ نفر جمعیت دارد و ۳۰ متر بالاتر از سطح دریا واقع شده‌است.